# Вајоминг (Минесота)
Вајоминг (енгл. Wyoming) град је у америчкој савезној држави Минесота.

## Демографија
По попису из 2010. године број становника је 7.791, што је 4.743 (155,6%) становника више него 2000. године.
| Група             | 2000.         | 2010.         |
| Белци             | 2.967 (97,3%) | 7.438 (95,5%) |
| Афроамериканци    | 12 (0,4%)     | 28 (0,4%)     |
| Азијати           | 13 (0,4%)     | 72 (0,9%)     |
| Хиспаноамериканци | 22 (0,7%)     | 130 (1,7%)    |
| Укупно            | 3.048         | 7.791         |